# فينيسيوس فيريرا أورلاندو
فينيسيوس فيريرا أورلاندو (بالبرتغالية: Vinícius Ferreira Orlando‏) هو لاعب كرة قدم برازيلي في مركز الدفاع، ولد في 15 سبتمبر 1983 في سانتو أندريه في البرازيل. لعب مع سانتو أندريه ونادي ساو كايتانو ونادي فيغورينسي.